# Jean François Tordeur
Jean François Tordeur, né à Laeken le 16 septembre 1874 et mort en mars 1929, est un peintre belge.
Ses œuvres sont notamment conservées par la commune d'Uccle.

## Biographie

### Famille
Jean François Tordeur, né rue de la Cave no 68 à Laeken le 16 septembre 1874, est le fils de Jean Baptiste Tordeur (1831), tonnelier, et de Marie Louise Draps (1838), modiste, mariés à Laeken le 5 octobre 1857. Jean François Tordeur épouse le 12 septembre 1903 à Forest Irma Platteau, née à Bruxelles le 17 août 1876 et morte à Uccle le 23 mars 1962.

### Carrière
Membre du cercle artistique bruxellois Le Sillon, Jean François Tordeur participe, de 1901 à 1912, aux expositions annuelles du groupe. Il est également présent aux salons triennaux de Bruxelles de 1900, 1903, 1907 (le gouvernement belge acquiert son Paysage) et 1914. Lors du Salon de Bruxelles de 1914, sa dernière exposition documentée, il expose Île de Sainte-Hélène. 
Après une courte maladie Jean François Tordeur meurt, à l'âge de 54 ans, au début du mois de mars 1929. Il est inhumé à Laeken le 6 mars 1929.

## Œuvre

### Caractéristiques
Ses œuvres sont, surtout au début de sa carrière, influencées par Victor Gilsoul et son style impressionniste, mais progressivement, il concilie les théories nouvelles avec l'observation de pratiques classiques et illumine sa palette. Ses thèmes favoris sont les paysages brabançons, la campagne à l'ouest et au nord de Bruxelles et les vues marines avec une nuanciation de plus en plus étudiées empreintes d'un vif accent de nature. Jean François Tordeur est actif et chercheur, peignant de manière savoureuse et ample, devenant un paysagiste vigoureux. Ses tonalités, justement situées dans leur atmosphère momentanée, dégagent un doux charme et une délicate émotion,.

### Expositions triennales belges
- Salon de Bruxelles de 1900 : L'Étang de Watermael et La Chaumière[6].
- Salon de Bruxelles de 1903 : Côte flamande et Marée montante[7].
- Salon de Bruxelles de 1907 : Paysage, acquis par le gouvernement belge[8].
- Salon de Bruxelles de 1914 : Île de Sainte-Hélène[3].

### Expositions au cercle Le Sillon
- 1901 (VIII): Paysage de Boitsfort, Vue de Malines[9].
- 1902 (IX) : Automne[10].
- 1903 (X) : Paysage[11].
- 1904 (XI) : Lever de lune[12].
- 1905 (XII) : Sablonnière[13].
- 1906 (XIII)[14].
- 1907 (XIV)  : Entrée du château à Uccle, Paysage à Stalle, Vieux port, Canal, 'Barques, Vieux coin de Callevoet, L'Avenue, Quai au soleil, …[15].
- 1908 (XV) : Maisonnette isolée, Guinguette en hiver et Chemin de Crabbegat[5].
- 1909 (XVI)[16].
- 1910 (XVII) : Effet de neige, Automne à Calevoet et Drève à Forest[17].
- 1911 (XVIII) : Chapelle à Stalle[18].
- 1912 (XIX) : Paysage de banlieue, Chapelle Sainte-Anne, Ferme rose[19].

### Collection muséale
- Commune d'Uccle : Paysage à Uccle, huile sur toile, inventaire no 534, format 40 × 56 cm, don de Paul Errera, bourgmestre d'Uccle, en 1921[20].